# Trofeu Masferrer
El Trofeu Masferrer era una clàssica ciclista que se celebrava anualment a Girona, en honor de Narcís Masferrer. Es va disputar entre 1932 i 1994, amb el parèntesi de la Guerra civil espanyola i els anys 1948, 1961, 1962.
El 1963 fou una de les curses que serví per crear la Setmana Catalana. Els vencedors de les edicions de 1963 a 1967 també ho foren d'una etapa d'aquesta nova cursa.
El ciclista que ha inscrit més cops el seu nom en el palmarès és Txomin Perurena, amb tres victòries, seguit de Jaume Alomar Florit, Marià Cañardo Lacasta, Gabriel Company Bauzà, Miquel Gual, Francisco Masip Llop, Fernando Murcia, Antonio Andrés Sancho i Dino Zandegu, amb dues victòries.
El darrer vencedor fou el català Àngel Edo, el 1994.

## Llista de guanyadors
| Edició                   | 1r classificat             | 2n classificat               | 3r classificat                 |
| ------------------------ | -------------------------- | ---------------------------- | ------------------------------ |
| 1932                     | Marià Cañardo              | Josep Campamà                | Ricardo Ferrando               |
| 1933                     | Marià Cañardo              | Isidre Figueras              | Antoni Escuriet                |
| 1934                     | Isidre Figueras            | Josep Nicolau                | Enrique Cortés                 |
| 1935                     | Luigi Ferrando             | Antonio Destrieux            | Vicente Trueba                 |
| 1936                     | Antonio Prior              | Marià Cañardo                | Juan Mayol                     |
| 1940                     | Antonio Andrés Sancho      | Juan Gimeno                  | Fernando Murcia                |
| 1941                     | Fernando Murcia            | Antonio Andrés Sancho        | Delio Rodríguez                |
| 1942                     | Fernando Murcia            | Martin Mancisidor            | Antonio Andrés Sancho          |
| 1943                     | Julián Berrendero          | Antonio Andrés Sancho        | Delio Rodríguez                |
| 1944                     | Antonio Andrés Sancho      | Martín Mancisidor            | Fernando Murcia                |
| 1945                     | Enric Armengol             | Antonio Martín               | Miquel Poblet                  |
| 1946                     | Miquel Gual                | Victorio Ruiz                | José Escolano                  |
| 1947                     | Miquel Gual                | Dalmacio Langarica           | Joaquín Olmos                  |
| 1948. No es disputà      |                            |                              |                                |
| 1949                     | Miquel Bover Pons          | Emilio Rodríguez             | Bernardo Ruiz                  |
| 1950                     | Francisco Masip Llop       | José Vidal Porcar            | Antoni Gelabert                |
| 1951                     | Manolo Rodriguez Barros    | Miquel Poblet                | Bernardo Ruiz                  |
| 1952                     | Francisco Alomar           | Bernardo Capó                | Joan Escolà                    |
| 1953                     | Hortensio Vidaurreta       | Vicent Iturat                | Bernardo Ruiz                  |
| 1954                     | Miquel Poblet              | Miquel Bover Pons            | Manolo Rodríguez Barros        |
| 1955                     | Gabriel Company            | Vicent Iturat                | Francisco Masip Llop           |
| 1956                     | Francisco Masip Llop       | Antonio Bertrán Panadés      | Juan Campillo                  |
| 1957                     | Vicent Iturat              | Juan Crespo                  | Francisco Moreno Martínez      |
| 1958                     | Juan Crespo                | Gabriel Company              | Fernando Manzaneque            |
| 1959                     | Gabriel Company            | Antoni Karmany               | Miguel Pacheco                 |
| 1960                     | Francisco Moreno Martínez  | Gabriel Mas Arbona           | Anicet Utset                   |
| 1961-1962. No es disputà |                            |                              |                                |
| 1963                     | Adolf de Waele             | Sebastián Elorza             | Ramón Mendiburu                |
| 1964                     | Jaume Alomar Florit        | Antonio Gómez del Moral      | Eusebio Vélez Mendizábal       |
| 1965                     | Antonio Bertrán Panadés    | Francesc Tortellà Rebassa    | Rafael Carrasco Guerra         |
| 1966                     | Manuel Martín Piñera       | Esteban Martín Jiménez       | José Manuel Lasa Urquía        |
| 1967                     | Jaume Alomar Florit        | José Pérez Francés           | Txomin Perurena                |
| 1968                     | Dino Zandegu               | Jose Samyn                   | Bruno Mealli                   |
| 1969                     | Dino Zandegu               | Antonio Gómez del Moral      | Cipriano Chemello              |
| 1970                     | Ramón Sáez                 | Franco Bitossi               | Marc Sohet                     |
| 1971                     | Txomin Perurena            | Ramón Sáez                   | Marc Sohet                     |
| 1972                     | Francisco Galdós           | Santiago Lazcano             | José Luis Abilleira            |
| 1973                     | Javier Francisco Elorriaga | José Gómez Lucas             | Germán Martín Sáez             |
| 1974                     | Txomin Perurena            | Andrés Oliva Sánchez         | Javier Francisco Elorriaga     |
| 1975                     | Txomin Perurena            | Javier Francisco Elorriaga   | Eddy Peelman                   |
| 1976                     | Félix Suárez Colomo        | Joseph Fuchs                 | Custodio Mazuela Castillo      |
| 1977                     | José Luis Viejo Gómez      | José Manuel García Rodríguez | Pere Vilardebó Vila            |
| 1978                     | Miguel Mari Lasa           | Jesús Suárez Cuevas          | Pedro Torres Cruces            |
| 1979                     | Antoine Gutierrez          | Rafael Ladrón de Guevara     | Salvador Gálvez Massó          |
| 1980                     | Juan Martín Ocaña López    | Lorenzo Vidal                | Jesús Suárez Cuevas            |
| 1981                     | Daniel Gisiger             | Vicent Belda Vicedo          | José Luis Rodríguez Inguanzo   |
| 1982                     | Pedro Muñoz Machín         | Antoni Coll i Pontanilla     | Vicent Belda Vicedo            |
| 1983                     | Julián Gorospe             | Ángel Ocaña Pérez            | Miquel Àngel Iglesias Guerrero |
| 1984                     | Alberto Fernández Blanco   | Jesús Suárez Cuevas          | Miquel Àngel Iglesias Guerrero |
| 1985                     | Noel Dejonckheere          | Alfonso Gutiérrez            | Jesús Suárez Cuevas            |
| 1986                     | Antoni Esparza Sanz        | Noel Dejonckheere            | Josep Lluís Laguía Martínez    |
| 1987                     | Roberto Córdoba Asensi     | Rubén Gorospe                | Mathieu Hermans                |
| 1988                     | Mathieu Hermans            | Antoni Esparza Sanz          | Miquel Àngel Iglesias Guerrero |
| 1989                     | Casimiro Moreda            | Marino Alonso Monje          | Álvaro Mejía Castrillón        |
| 1990                     | Enrique Aja Cagigas        | Neil Stephens                | Edgar Corredor Álvarez         |
| 1991                     | Malcolm Elliott            | Americo Silva Neves          | Julio César Ortegón Luque      |
| 1992                     | Mario Manzoni              | Mathieu Hermans              | Kenneth Weltz                  |
| 1993                     | José Rodríguez García      | Alfonso Gutiérrez Gutiérrez  | Assiat Saítov                  |
| 1994                     | Àngel Edo                  | Assiat Saítov                | Davide Bramati                 |

(en color: forma part de la Setmana Catalana)